# Kurogi (Fukuoka)
Kurogi (jap. 黒木町 Kurogi-machi) war eine Stadt im Yame-gun in der japanischen Präfektur Fukuoka. Am 1. Februar 2010 vereinigte sie sich mit Hoshino, Tachibana und Yabe zur Gemeinde Yame.

## Geschichte
Kurogi gehörte ursprünglich zum Shimotsuma-gun, der am 26. Februar 1896 mit Teilen des Ikuha-gun zum Yame-gun verschmolz.
Am 1. April 1954 wurden 4 Mura (笠原村 (Kasahara-mura), 木屋村 (Kiya-mura), 串毛村 (Kushige-mura) und 豊岡村 (Toyooka-mura)) und am 31. März 1957 ein weiteres Mura (大淵村, Ōbuchi-mura), je aus dem Yame-gun, eingemeindet.